# Heliconius isaea
Heliconius isaea är en fjärilsart som beskrevs av Jacob Hübner 1816. Heliconius isaea ingår i släktet Heliconius och familjen praktfjärilar. Inga underarter finns listade i Catalogue of Life.